# Konfiguracija stranskih ploskev
Konfiguracija stranskih ploskev se v geometriji opisuje z zapisom prehodnih stranskih ploskev poliedrov. Predstavlja štetje stranskih ploskev, ki se nahajajo pri vsakem oglišču. Ne obstaja splošno sprejet način prikazovanja konfiguracije stranskih ploskev. Največkrat se uporablja predpona V in nato oglišča, ločena s piko (.) ali vejico (,).
Zgled: oznaka V3.4.3.4 predstavlja rombski dodekaeder, ki je ogliščno prehoden. Vsaka stranska ploskev je romb in izmenoma ima romb po 3 ali 4 stranske ploskve.
Druga oblika zapisa uporablja oklepaj.
Zgled: [3.4.3.4]
Poliedri, ki imajo prehodne stranske ploskve, so v splošnem duali poliedrov ogliščno prehodni. Opiše se jih z vzporednimi konfiguracijami oglišč. Ta zapis ima dodano predpono V in predstavlja zaporedje robov stranskih ploskev okrog oglišča.
Zgled: Oznaka 3.4.3.4 pomeni kubooktaeder, ki ima izmenoma trikotne in kvadratne stranske ploskve okrog vsakega oglišča. Poliedri imajo isti prikaz v zapisu konfiguracije stranskih ploskev (dodan je V) kot jo imajo njihovi duali v zapisu konfiguracije oglišča. Rombski dodekaeder (V3.4.3.4) in kubooktaeder (3.4.3.4) iz zgornjega zgleda sta dualna poliedra.   